# Wer die Nachtigall stört (Film)
Wer die Nachtigall stört (Originaltitel To Kill a Mockingbird) ist eine unter der Regie von Robert Mulligan entstandene Literaturverfilmung aus dem Jahr 1962, die auf dem gleichnamigen Roman der US-amerikanischen Schriftstellerin Harper Lee basiert. Ebenso wie seine literarische Vorlage wurde der Film ein großer Erfolg bei Kritikern und Publikum. Wer die Nachtigall stört gewann bei der Oscarverleihung 1963 drei Preise, darunter den für Gregory Peck als besten Hauptdarsteller, und wurde vom American Film Institute im Jahre 2007 auf Platz 25 der besten amerikanischen Filme aller Zeiten gelistet.

## Handlung
Das aufgeweckte Mädchen Jean Louise, genannt Scout, wächst mit seinem älteren Bruder Jem in Maycomb auf, einer kleinen Stadt im Alabama der 1930er Jahre.
Scout erzählt die folgende Geschichte, die in einem Sommer begann und im Sommer darauf endete.
Es ist die Zeit der Depression, aber trotz der wirtschaftlichen Not im heißen Sommer des amerikanischen Südens wachsen die Kinder vergnügt und behütet auf. Die Welt der beiden Geschwister wird von ihrem alleinerziehenden Vater, dem Abgeordneten und Anwalt Atticus Finch, zusammengehalten. Atticus ist für die Kinder Freund, Vertrauter, Lehrer und Autorität. Bereichert wird die Gedankenwelt Scouts, Jems und des befreundeten Nachbarsjungen Dill durch den mysteriösen Nachbarn Arthur „Boo“ Radley, der niemals das väterliche Haus verlässt und den die Kinder daher noch nie zu Gesicht bekommen haben. Das regt deren Phantasie an. Als Mutprobe gilt es, an sein Haus anzuklopfen. Doch immer wieder finden sie kleine Geschenke in einem hohlen Baumstamm nahe Boos Haus.
In diese Kindheitsidylle dringt allmählich die intolerante Welt des Rassismus ein. Atticus Finch, aufrecht und vorurteilslos, wird vom Richter zum Pflichtverteidiger des schwarzen Farmarbeiters Tom Robinson berufen, der beschuldigt wird, die weiße Mayella Ewell, die Tochter des bitterarmen Landarbeiters Bob Ewell, vergewaltigt zu haben. Bereits vor dem Beginn des Prozesses belästigt und bedroht Bob Ewell Atticus Finch und beschimpft ihn als „Niggerfreund“. Die Mehrheit der Weißen nimmt Tom nur als Teil der abgelehnten schwarzen Minderheit wahr. Atticus wird von vielen seiner Mitbürger wegen seiner Einstellung, dass ein Schwarzer die gleichen Rechte wie ein Weißer besitze, angefeindet. Diese Ablehnung bekommen auch seine Kinder zu spüren. Atticus beschwört sie, sich nicht provozieren zu lassen. In diesem Umfeld von Vorurteilen und Intoleranz versucht Atticus, seinen Kindern auf dem Weg ins Erwachsenwerden beizustehen. In der Nacht vor dem Prozess postiert er sich vor dem Gefängnis, um einen Lynchmob davon abzuhalten, Robinson zu ermorden. Die Kinder sind ihrem Vater gefolgt. Als Scout einen der Männer, den sie kennt, anspricht, macht dieser schließlich zusammen mit den anderen kehrt.
Während des Prozesses sitzen Schwarze und Weiße getrennt im Zuschauerraum. Atticus kann die Unhaltbarkeit der Vorwürfe ziemlich leicht nachweisen: Die offensichtlich mit einer linken Hand verursachten Verletzungen Mayellas können ihr unmöglich von Tom beigebracht worden sein, da dieser nur seine rechte Hand gebrauchen kann. Tom sagt aus, dass Mayella versucht habe, ihn zu verführen, und dass er sich so schnell wie möglich entfernt habe, als ihr Vater hinzukam und wegen des Vorfalls in Zorn geriet. Obwohl sämtliche Tatsachen für die Richtigkeit seiner Aussage sprechen, beugt sich die Jury, die nur aus weißen Männern besteht, dem ungeschriebenen Gesetz, dass der Aussage eines Schwarzen gegenüber der eines Weißen nicht zu glauben sei, und spricht den Angeklagten schuldig. Atticus will in die nächste Instanz gehen. Robinson wird kurz darauf bei einem Fluchtversuch erschossen.
Durch seinen engagierten Einsatz für Tom Robinson hat sich Atticus Finch den Hass des im Prozess bloßgestellten Bob Ewell zugezogen. Nachdem der friedliebende Atticus sich von dem hasserfüllten Mann nicht hat provozieren lassen, versucht dieser schließlich, sich an den Kindern zu rächen. Er lauert ihnen eines Abends im Dunkeln auf, wird aber im Gerangel von einem Unbekannten erstochen, der den Kindern zu Hilfe geeilt ist. Es stellt sich heraus, dass der Retter der menschenscheue Boo Radley ist. Um ihn nicht der kollektiven Neugier der Kleinstadt auszusetzen, beschließen Atticus und der Sheriff, den Tod Ewells als Sturz des Täters ins eigene Messer darzustellen.
Die Erzählerin Scout kommentiert diese Vertuschung aus lauteren Absichten damit, dass Boo genau wie eine Nachtigall nicht gestört werden dürfe. Dieser späte Bezug auf den Filmtitel rekurriert zugleich auf Atticus’ an seine Kinder gerichtetes Verbot, die Nachtigall (im Original allerdings ein „Mockingbird“, eine Spottdrossel) zu jagen, welche nur schön singe und keinen Schaden anrichte.

## Hintergrund
Der Film entstand 1962, zwei Jahre nach Erscheinen des gleichnamigen Romans von Harper Lee. Obwohl der Roman ein Bestseller war und unter anderem den Pulitzer-Preis erhielt, waren die meisten Produzenten nicht an einer Verfilmung interessiert, da die Geschichte eines verwitweten Anwalts und seiner beiden Kinder wenig Action, keine Liebesbeziehung und auch keine große Schurkenrolle enthält. Letztlich erhielt der junge Produzent Alan J. Pakula den Zuschlag für den Film, der schnell Gregory Peck für die Hauptrolle gewinnen konnte. Peck war in Hollywood für seine liberalen Ansichten bekannt und spielte gleichsam sich selbst und seine eigenen Überzeugungen. Das neunminütige Plädoyer schaffte er in nur einem Take.
Der Schwarzweißfilm folgt dem Roman auch in der Hinsicht, dass er die Ereignisse ganz aus der Sicht der Kinder darstellt. Für die Rollen von Jem und Scout wurden mit Mary Badham und Phillip Alford zwei bis dahin schauspielerisch unerfahrene Kinder ausgewählt. Phillip Alford besuchte sogar nur deshalb das Filmcasting, weil seine Mutter ihm versprochen hatte, ihn dafür einen halben Tag von der Schule zu befreien. Sowohl Badham als auch Alford stammten aus Birmingham im Handlungsort Alabama. Dagegen stammte John Megna, der Darsteller des Dill (dessen Charakter auf Lees Jugendfreund Truman Capote basiert), aus New York und hatte am Broadway bereits erste Erfahrungen gesammelt. Regisseur Robert Mulligan versuchte, so wenige Takes wie möglich mit den Kindern zu drehen, weil ihr Spiel bei den ersten Versuchen meist natürlicher wirkte; doch das gelang nicht immer. Mary Badham etwa verdarb viele Einsätze, sodass Alford z. B. in der Frühstückstisch-Szene Essen über ein Dutzend Mal die gleiche Mahlzeit zu sich nehmen musste und zuletzt reichlich übersättigt war. Alfords Groll gegen Badham soll einmal so stark gewesen sein, dass er den Reifen, in dem er sie in einer Einstellung rollte, gegen einen Ausrüstungslastwagen des Filmteams lenkte.
Robert Duvall gab als Darsteller des Boo sein kurzes, aber eindrucksvolles Filmdebüt. Der spätere Oscarpreisträger hielt sich für seine Rolle sechs Wochen von Sonnenlicht fern und ließ sein Haar weiß färben. Auch William Windom und Alice Ghostley traten in dem Film wie Duvall zum ersten Mal als Kinodarsteller in Erscheinung; jener als Ankläger Mr. Gilmer, diese als Nachbarin Stephanie Crawford. Mary Badham und Gregory Peck blieben einander eng verbunden und nannten sich bis zu Pecks Tod im Jahre 2003 stets „Scout“ und „Atticus“. Auch andere Crewmitglieder blieben miteinander befreundet, so hielt etwa Tom-Robinson-Darsteller Brock Peters im Jahr 2003 die Grabrede für Peck.
Die Außenaufnahmen des Films wurden in einem in Hollywood nachgebauten Straßenabschnitt gedreht; für die Kulisse konnten dabei zeitgenössische Häuser aus der Gegend genutzt werden, die zum Abbruch bestimmt waren und umgesetzt wurden. Die Stadt „Maycomb“ in Alabama ist fiktiv. In der 6.500 Einwohner zählenden Kreisstadt Monroeville, der Geburtsstadt von Harper Lee, steht ein altes Gerichtsgebäude, in dem die Schriftstellerin als Kind ihren Vater bei der Ausübung seines Anwaltsberufs beobachtete. Es diente als genaues Vorbild für die Kulisse des Films. Heute ist das „Old Courthouse“ in Monroeville ein Museum und fungiert auch als Theater, in dem regelmäßig „To Kill A Mockingbird“ aufgeführt wird. Der erste Akt spielt im Freien, der zweite Akt im Gerichtssaal.
Frustrierend waren die Dreharbeiten für Ruth White, die die Rolle der rassistischen und unfreundlichen Nachbarin Mrs. Dubose übernahm. Im fertigen Film ist sie bloß in einer Szene zu sehen, wie sie auf der Veranda sitzt und mit Atticus und seinen Kindern spricht. Ursprünglich war ihre Rolle allerdings – wie auch im Buch – deutlich umfangreicher. Die Szenen, in denen Jem im Auftrag seines Vaters der sterbenden Mrs. Dubose Geschichten vorliest, umfassten rund zehn Minuten. White hatte für die Verkörperung der Greisin jeden Tag vier Stunden in der Maske verbringen müssen. Obwohl Regisseur Mulligan und Produzent Pakula die Szenen als gelungen empfanden und von Whites Schauspiel beeindruckt waren, entschieden sie sich mit großem Bedauern dafür, sie vollständig aus dem Film zu entfernen – die Nebenhandlung von Mrs. Dubose verlangsamte und durchbrach die Kontinuität des gesamten Films, der ganz auf die Darstellung des Prozesses zugeschnitten war. Die herausgeschnittenen Szenen wurden anschließend offenbar zerstört.
Das Drehbuch stammt von Horton Foote und wurde von Harper Lee begeistert gelobt: „Ich glaube, dass es eine der besten Übersetzungen eines Buches in einen Film ist, die es je gegeben hat.“ Die Autorin war insbesondere von Pecks Darstellung des Anwalts bewegt, dessen Figur lose auf ihren eigenen Vater Amasa Coleman Lee bezogen ist. Amasa Lee war im April 1962 im Alter von 82 Jahren gestorben, kurz nach einem Treffen mit Gregory Peck. Der Schauspieler erhielt von Harper Lee als Zeichen ihrer Anerkennung die goldene Armbanduhr ihres Vaters. Peck soll diesen Film als das liebste Werk seiner Karriere bezeichnet haben.

## Synchronisation
Die deutsche Synchronfassung entstand 1962 bei der Berliner Synchron GmbH unter Leitung von Hans F. Wilhelm.
| Rolle                         | Schauspieler             | Synchronsprecher   |
| ----------------------------- | ------------------------ | ------------------ |
| Atticus Finch                 | Gregory Peck             | Martin Hirthe      |
| Jean Louise „Scout“ Finch     | Mary Badham              | Marion Martienzen  |
| Erzählerin – Erwachsene Scout | Kim Stanley (nur Stimme) | Tilly Lauenstein   |
| Jem Finch                     | Phillip Alford           | Rolf Hinze         |
| Dill Harris                   | John Megna               | Hans-Georg Panczak |
| Sheriff Heck Tate             | Frank Overton            | Horst Niendorf     |
| Tom Robinson                  | Brock Peters             | Alexander Welbat   |
| Calpurnia                     | Estelle Evans            | Christel Merian    |
| Richter Taylor                | Paul Fix                 | Herbert Grünbaum   |
| Mayella Violet Ewell          | Collin Wilcox            | Anita Kupsch       |
| Robert E. Lee „Bob“ Ewell     | James Anderson           | Gerd Martienzen    |
| Tante Stephanie Crawford      | Alice Ghostley           | Elfe Schneider     |
| Mr. Gilmer, Staatsanwalt      | William Windom           | Heinz Welzel       |
| Reverend Sykes                | Bill Walker              | Gerd Duwner        |
| Walter Cunningham             | Crahan Denton            | Rolf Bogus         |

## Kritiken
- Lexikon des Internationalen Films: Eine menschlich bewegende, gelungene Literaturverfilmung mit hoher ethischer Haltung, die überzeugend gegen Rassismus und für Toleranz eintritt.[6]
- Filmstarts.de: Eine zentrale Aussage des Films charakterisiert die Geschichte vielleicht am besten. Als Scout sich mit einem Jungen geprügelt hat und nicht mehr in die Schule gehen will, weil die Lehrerin mit ihr geschimpft hat, sagt Finch zu seiner Tochter:
„Ich werde dir jetzt einen schönen Trick sagen. Damit kommst du mit allen möglichen Leuten viel besser aus. Du verstehst einen Menschen erst richtig, wenn du die Dinge oder was es gerade ist, auch mal von seinem Standpunkt aus betrachtest, wenn du mal in seine Haut kriechst und darin herum spazierst.“
Diese Aussage und die Tatsache, dass der Film in einer Zeit gedreht wurde, in der die Diskriminierung der afroamerikanischen Einwohner der Staaten ganz andere Ausmaße hatte als heute, machen „To Kill a Mockingbird“ zu einem mutigen Zeugnis der amerikanischen Filmgeschichte, dessen Aussagen allerdings über die konkrete Geschichte hinaus auch heute noch Gültigkeit besitzen.[7]
- Prisma Online: Gregory Peck brilliert als aufrichtiger Bürger, der, vom Sinn für Gerechtigkeit und Gleichberechtigung getrieben, den Rassismus schließlich am eigenen Leibe zu spüren bekommt. Peck bekam für seine großartige Leistung zu Recht einen Oscar.[8]

## Auszeichnungen
Der Film wurde für acht Oscars nominiert und erhielt drei Auszeichnungen:
- Gregory Peck für seine Hauptrolle als Atticus Finch;
- Horton Foote für das Drehbuch;
- Alexander Golitzen, Henry Bumstead und Oliver Emert für die Ausstattung.

Nominiert waren ferner
- Mary Badham für die beste Nebenrolle als Scout Finch;
- Elmer Bernstein für die Musik;
- Russell Harlan für die Kamera;
- Robert Mulligan für seine Regie;
- Alan J. Pakula als Produzent für den besten Film.

Im Jahr 1995 wurde Wer die Nachtigall stört in das National Film Registry der USA aufgenommen.
In den Top-Listen des American Film Institute ist dieser Film viermal vertreten:
- Die 100 besten amerikanischen Filme aller Zeiten: Platz 34 (Platzierung von 1998), Platz 25 (Platzierung von 2007)
- Amerikas beste Filmmusik: Platz 17
- Amerikas am meisten beeindruckende Filme: Platz 2
- Die größten Helden des amerikanischen Films: Platz 1 für Atticus Finch

Im August 2008 erschien eine Liste im US-amerikanischen American Bar Association Journal über die besten Justizfilme aller Zeiten. Wer die Nachtigall stört wurde auf Platz eins gewählt.